# Macrodontia cervicornis
Macrodontia cervicornis là một trong những loài bọ cánh cứng lớn nhất, với những mẫu vật được biết đến dài quá 17 cm. Một phần của chiều dài này là do hàm của nó rất lớn. Chiều dài trung bình của con đực: 13 tới 14 cm, chiều dài trung bình của con cái: 10 tới 11 cm. Hầu hết cuộc đời của loài này là ở giai đoạn ấu trùng, có thể kéo dài tới 10 năm, trong khi giai đoạn trưởng thành của nó thường kéo dài không quá một vài tháng trong đó thời gian di chuyển và sinh sản diễn ra. Con cái đẻ trứng dưới vỏ cây gỗ mềm chết hoặc sắp chết. Ấu trùng của Macrodontia cervicornis rất lớn, đạt đến chiều dài 21 cm và bất thường đối với ấu trùng bọ cánh cứng, có màu nâu chứ không phải màu trắng.

## Phân bố
Loài này được biết đến từ các khu rừng mưa của Colombia, Ecuador, Peru, Bolivia, Guianas và Brazil.

## Hình ảnh

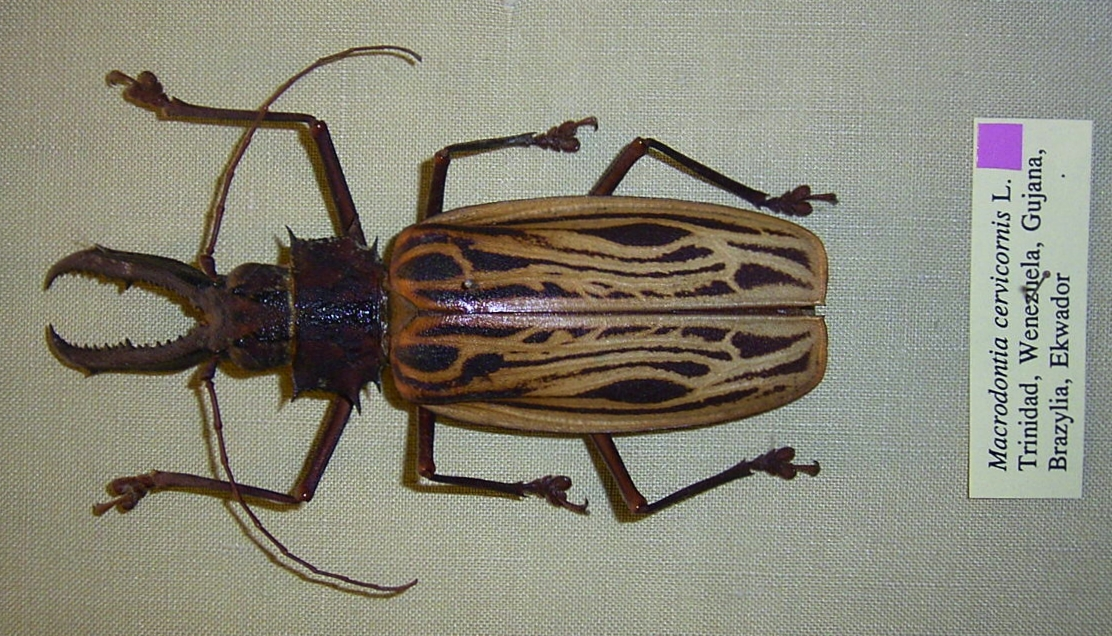
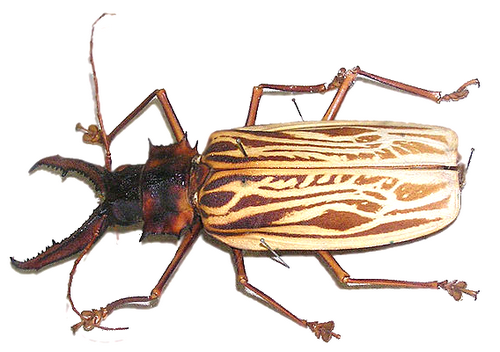
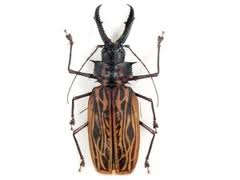
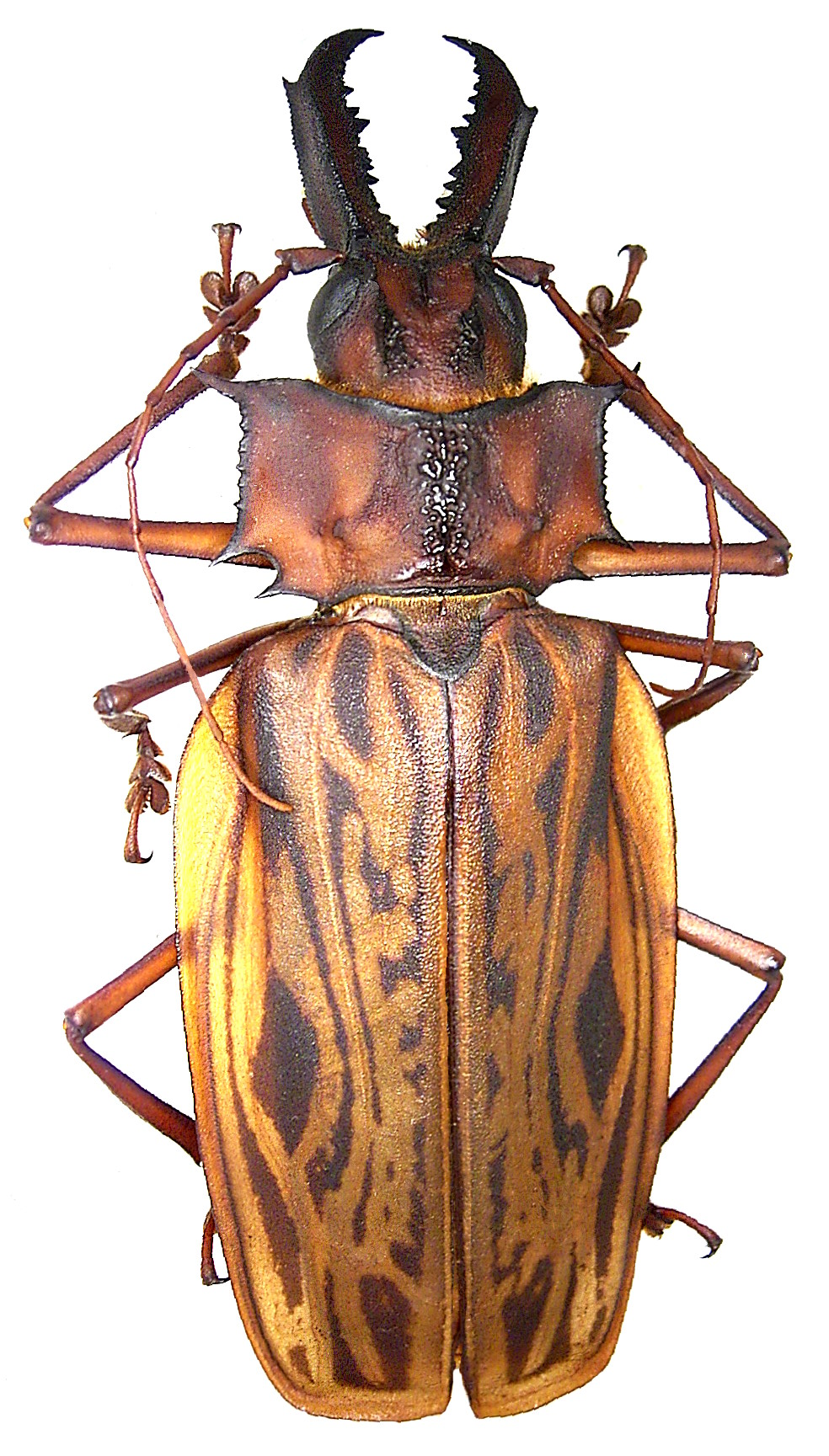
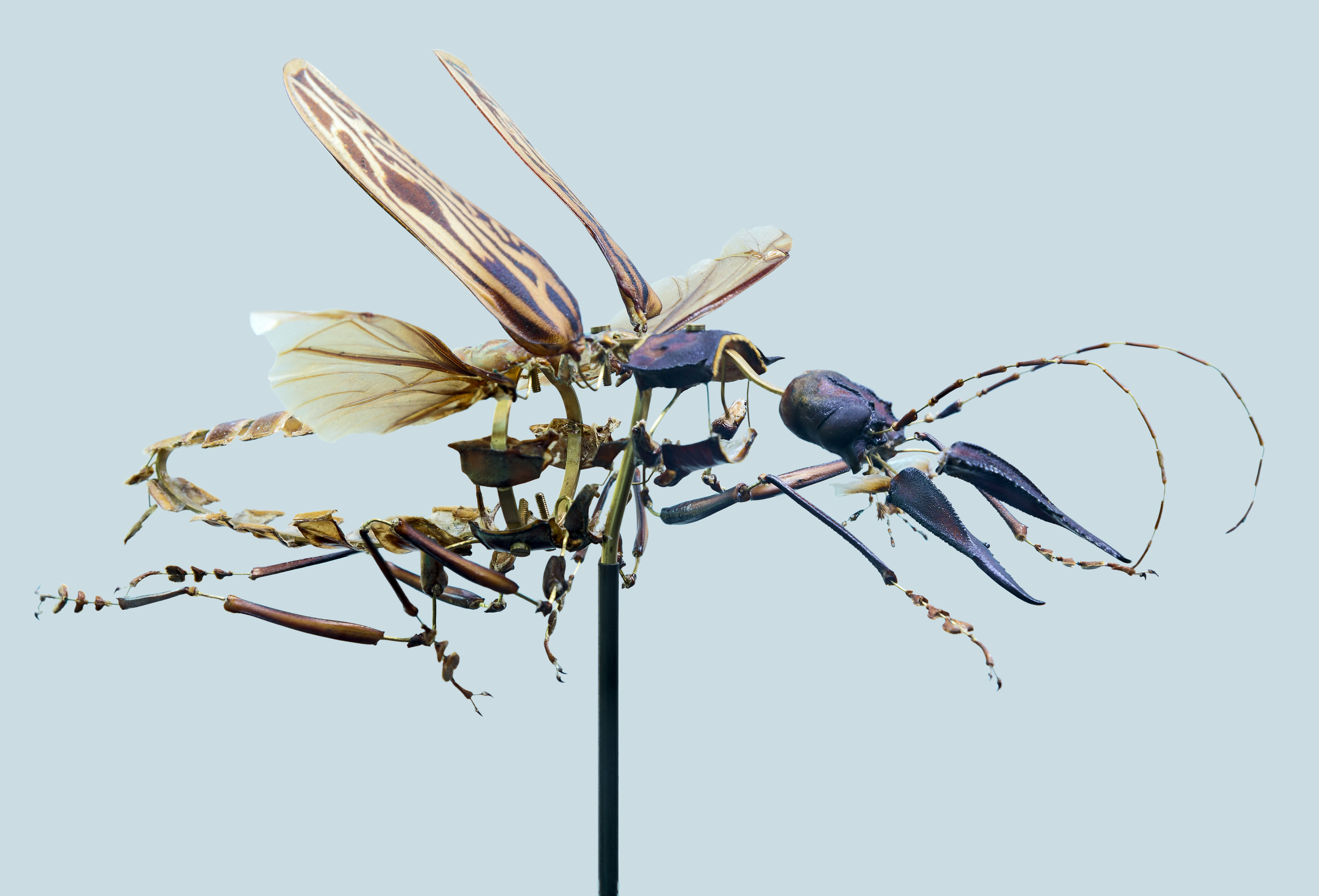